# K-1
K-1(케이원)은 킥복싱, 가라데, 쿵후 등의 무술에서 취한 입식 타격 기술을 혼합한 격투 스포츠브랜드이다. 전 세계에서 가장 강한 무술을 뽑는다는 취지로 1993년에 일본에서 만들어졌고, 헤비급을 중심으로 한 세계적인 최고의 격투기 이벤트 중 하나이다. 현재까지 160개국 TV방송국에서 방영(라이브,녹화방송)하였으며 최고시청률은 43%에 도달하였고 한회당 최고 관객수는 74500명이였다. 일본의 FEG(Fighting Entertainment Group)에서 2011년까지 주최하였고 2012년부터 K-1 Global에서 전 세계 판권을 인수하여 이벤트를 주최하고있다.

## 월드 그랑프리
한 해의 대회는 세계 각지에서 열리는 예선 토너먼트로 시작된다. 예선을 통해 선발된 선수들과 이전 해의 월드 그랑프리 토너먼트 8강 진출자 8명, 주최 측의 추천 선수로 구성된 16명의 선수가 그 해의 챔피언을 가리는 연말의 월드 그랑프리에 출전한다. 여덟 경기의 16강전이 열리는 대회에 이어 연말에 하룻밤의 8강 토너먼트 대회를 통해 그 해의 챔피언을 결정한다.

## 기본적인 룰
- 6미터 이상으로 사방의 링으로 시합을 한다. 로프는 4개

- 펀치 킥 무릎차는 것등의 타격 기술만 허용하고 팔꿈치로 치거나 박치기 등은 반칙에 해당한다. 또한 백핸드 블로우에도 제한이 있다. 상대편을 메치는 기술,누워서 상대에게 거는 기술도 반칙이다.
  - 경부로부터 무릎차기는 금지(2009년까지는 1회만 허용되었다.)다만,한 손만으로 상대를 누르고 무릎 차는 것은 1회만 가능.

- 통상의 원 매치는, 당초는 3분 5 라운드 최대 연장 2 R였지만, 2004년 이후는 3분 3 라운드 연장 2R.토너먼트는 결승전을 제외해 3분 3 라운드로 연장 1R

- 승패는 이하의 요소에 결정한다.
  - 다운해서 10카운트 이내에 일어서지 못하면, 혹은 일어설수 있어도 속행이 불능이다(넉아웃)
  - 1라운드 내에 2번 다운 했을경우 ( 「2 넉다운 시스템」, 토너먼트전의 결승 이외로 채용된다),또는 3회 다운했을 경우( 「3 넉다운 시스템」, 원 매치나 토너먼트전의 결승 시합)는 KO결착으로 시합 종료가 된다.
  - 레퍼리, 의사가 속행 불능이라고 판단하거나, 혹은 second에 의해서 타올을 넣을 수 있었을 경우(테크니컬 녹아웃)
  - 결과가 나지 않고 시합이 종료했을 경우에는, 재판관 3명에 의해 판정(라운드 마스트 시스템은 연장전 최종 라운드를 제외해 불채용)
  - 악질적인 반칙 행위(실격)

- 우연히 배팅에 의해 시합 속행이 불가능이 된 경우, 1R 종료 전에 무승부(무판정), 2R 이후라면 부상판정에 들어간다. 단, 토너먼트 또는 개막전에 있어서는 부상하고 있지 않는 선수를 TKO승으로 된다.

- 링슈즈의 착용은 허가되고 있지만 대신에(무릅에서 아래에 착용) 다리 걸리에 사용이 금지 된다. 착용예로서는, 복싱 출신의 니시지마 요스케)

이것들은 어디까지나 K-1의 오피셜 룰에 지나지 않고, 실제의 흥행에서는, 다른 룰, 예를 들면 종합격투기 룰이나 그것과의 절충 룰의 시합도 행해지고 있다.

## 신 K-1 탄생
2012년 1월 30일, 홍콩에 본부를 두고있는 K-1 Global Holdings가 이시이 가즈요시로부터 K-1을 인수하여 K-1 글로벌을 창시하면서 새로운 K-1의 역사가 2012년부터 시작될 것임을 선언한다.

## 역대 챔피언

### 체급별 챔피언

#### K-1 슈퍼헤비급 챔피언
+100kg
| 대 | 챔피언    | 보유기간                               | 방어횟수 |
| -- | --------- | -------------------------------------- | -------- |
| 1  | 세미 슐트 | 2007년 3월 4일 ~ 2013년 6월 26일(반납) | 4        |

#### K-1 헤비급 챔피언
-100kg
| 대 | 챔피언          | 보유기간                                 | 방어횟수 |
| -- | --------------- | ---------------------------------------- | -------- |
| 1  | 바다 하리       | 2007년 4월 28일 ~ 2008년 12월 17일(박탈) | 1        |
| 2  | 후지모토 쿄타로 | 2009년 3월 28일 ~ 2011년 10월 1일(반납)  | 1        |

#### K-1 슈퍼웰터급 챔피언
-70kg
| 대 | 챔피언          | 보유기간              | 방어횟수 |
| -- | --------------- | --------------------- | -------- |
| 1  | 마랏 그리고리안 | 2015년 7월 4일 ~ 현재 | 0        |

#### K-1 슈퍼라이트급 챔피언
-65kg
| 대 | 챔피언        | 보유기간               | 방어횟수 |
| -- | ------------- | ---------------------- | -------- |
| 1  | 케우 페어텍스 | 2014년 11월 3일 ~ 현재 | 1        |

#### K-1 슈퍼페더급 챔피언
-60kg
| 대 | 챔피언          | 보유기간                           | 방어횟수 |
| -- | --------------- | ---------------------------------- | -------- |
| 1  | 우라베 고야     | 2015년 1월 18일 ~ 2015년 11월 21일 | 0        |
| 2  | 우라베 히로타카 | 2015년 11월 21일 ~ 현재            | 0        |

#### K-1 슈퍼밴텀급 챔피언
-55kg
| 대 | 챔피언 | 보유기간                           | 방어횟수 |
| -- | ------ | ---------------------------------- | -------- |
| 1  | 다게루 | 2015년 4월 19일 ~ 2016년 8월(반납) | 1        |

### 토너먼트 챔피언

#### K-1 월드 그랑프리 챔피언
무차별급
| 회 | 개최일           | 우승                | 준우승            | 3위                   |
| -- | ---------------- | ------------------- | ----------------- | --------------------- |
| 1  | 1993년 4월 30일  | 브랑코 시카틱       | 어네스트 후스트   | 사타케 마사아키       |
| 1  | 1993년 4월 30일  | 브랑코 시카틱       | 어네스트 후스트   | 모리스 스미스         |
| 2  | 1994년 4월 30일  | 피터 아츠           | 사타케 마사아키   | 패트릭 스미스         |
| 2  | 1994년 4월 30일  | 피터 아츠           | 사타케 마사아키   | 브랑코 시카틱         |
| 3  | 1995년 5월 4일   | 피터 아츠 (2)       | 제롬 르 밴너      | 어네스트 후스트       |
| 3  | 1995년 5월 4일   | 피터 아츠 (2)       | 제롬 르 밴너      | 마이크 베르나르도     |
| 4  | 1996년 5월 6일   | 앤디 훅             | 마이크 베르나르도 | 어네스트 후스트       |
| 4  | 1996년 5월 6일   | 앤디 훅             | 마이크 베르나르도 | 무사시                |
| 5  | 1997년 11월 9일  | 어네스트 후스트     | 앤디 훅           | 프란시스코 필리오     |
| 5  | 1997년 11월 9일  | 어네스트 후스트     | 앤디 훅           | 피터 아츠             |
| 6  | 1998년 12월 13일 | 피터 아츠 (3)       | 앤디 훅           | 마이크 베르나르도     |
| 6  | 1998년 12월 13일 | 피터 아츠 (3)       | 앤디 훅           | 샘 그레코             |
| 7  | 1999년 12월 5일  | 어네스트 후스트 (2) | 미르코 필로포비치 | 제롬 르 밴너          |
| 7  | 1999년 12월 5일  | 어네스트 후스트 (2) | 미르코 필로포비치 | 샘 그레코             |
| 8  | 2000년 12월 10일 | 어네스트 후스트 (3) | 레이 세포         | 프란시스코 필리오     |
| 8  | 2000년 12월 10일 | 어네스트 후스트 (3) | 레이 세포         | 시릴 아비디           |
| 9  | 2001년 12월 8일  | 마크 헌트           | 프란시스코 필리오 | 스테판 레코           |
| 9  | 2001년 12월 8일  | 마크 헌트           | 프란시스코 필리오 | 알렉세이 이그나쇼프   |
| 10 | 2002년 12월 7일  | 어네스트 후스트 (4) | 제롬 르 밴너      | 레이 세포             |
| 10 | 2002년 12월 7일  | 어네스트 후스트 (4) | 제롬 르 밴너      | 마크 헌트             |
| 11 | 2003년 12월 6일  | 레미 본야스키       | 무사시            | 시릴 아비디           |
| 11 | 2003년 12월 6일  | 레미 본야스키       | 무사시            | 피터 아츠             |
| 12 | 2004년 12월 4일  | 레미 본야스키 (2)   | 무사시            | 프랑수아 보타         |
| 12 | 2004년 12월 4일  | 레미 본야스키 (2)   | 무사시            | 카오클라이 카엔노르싱 |
| 13 | 2005년 11월 19일 | 세미 슐트           | 글라우베 페이토자 | 레미 본야스키         |
| 13 | 2005년 11월 19일 | 세미 슐트           | 글라우베 페이토자 | 무사시                |
| 14 | 2006년 12월 2일  | 세미 슐트 (2)       | 피터 아츠         | 어네스트 후스트       |
| 14 | 2006년 12월 2일  | 세미 슐트 (2)       | 피터 아츠         | 글라우베 페이토자     |
| 15 | 2007년 12월 8일  | 세미 슐트 (3)       | 피터 아츠         | 제롬 르 밴너          |
| 15 | 2007년 12월 8일  | 세미 슐트 (3)       | 피터 아츠         | 레미 본야스키         |
| 16 | 2008년 12월 6일  | 레미 본야스키 (3)   | 바다 하리         | 구칸 사키             |
| 16 | 2008년 12월 6일  | 레미 본야스키 (3)   | 바다 하리         | 에롤 짐머맨           |
| 17 | 2009년 12월 5일  | 세미 슐트 (4)       | 바다 하리         | 레미 본야스키         |
| 17 | 2009년 12월 5일  | 세미 슐트 (4)       | 바다 하리         | 알리스타 오브레임     |
| 18 | 2010년 12월 11일 | 알리스타 오브레임   | 피터 아츠         | 구칸 사키             |
| 18 | 2010년 12월 11일 | 알리스타 오브레임   | 피터 아츠         | 세미 슐트             |
| 19 | 2013년 3월 15일  | 미르코 필로포비치   | 이스마엘 론드     | 파베브 주라흐리오프   |
| 19 | 2013년 3월 15일  | 미르코 필로포비치   | 이스마엘 론드     | 제바드 포투락         |

#### K-2 그랑프리 챔피언
-79kg
| 회 | 개최일           | 우승            | 준우승        |
| -- | ---------------- | --------------- | ------------- |
| 1  | 1993년 12월 19일 | 어네스트 후스트 | 창쁙 끼아송릿 |
| 2  | 1994년 5월 8일   | 어네스트 후스트 | 밥 슈라이버   |
| 3  | 1995년 1월 7일   | 롭 카만         | 제롬 투르칸   |

#### K-3 그랑프리 챔피언
-76kg
| 회 | 개최일          | 우승          | 준우승      |
| -- | --------------- | ------------- | ----------- |
| 1  | 1995년 7월 16일 | 이반 히포리트 | 킨 타이에이 |

#### K-1 월드 MAX 챔피언
-70kg
| 회 | 개최일           | 우승                    | 준우승           | 3위                   |
| -- | ---------------- | ----------------------- | ---------------- | --------------------- |
| 1  | 2002년 5월 11일  | 알버트 크라우스         | Kaolan Koawichit | 마사토                |
| 1  | 2002년 5월 11일  | 알버트 크라우스         | Kaolan Koawichit | 코히루이마키 타카유키 |
| 2  | 2003년 7월 5일   | 마사토                  | 알버트 크라우스  | 사겟다오 캣부톤       |
| 2  | 2003년 7월 5일   | 마사토                  | 알버트 크라우스  | 두에인 루드윅         |
| 3  | 2004년 7월 7일   | 쁘아카오                | 마사토           | 코히루이마키 타카유키 |
| 3  | 2004년 7월 7일   | 쁘아카오                | 마사토           | 알버트 크라우스       |
| 4  | 2005년 7월 20일  | 앤디 사워               | 쁘아카오         | 야스히로 카즈야       |
| 4  | 2005년 7월 20일  | 앤디 사워               | 쁘아카오         | 알버트 크라우스       |
| 5  | 2006년 6월 30일  | 쁘아카오 (2)            | 앤디 사워        | 드라고                |
| 5  | 2006년 6월 30일  | 쁘아카오 (2)            | 앤디 사워        | 마사토                |
| 6  | 2007년 10월 3일  | 앤디 사워 (2)           | 마사토           | 알버트 크라우스       |
| 6  | 2007년 10월 3일  | 앤디 사워 (2)           | 마사토           | 아르투르 키센코       |
| 7  | 2008년 10월 1일  | 마사토 (2)              | 아르투르 키센코  | 사토 요시히로         |
| 7  | 2008년 10월 1일  | 마사토 (2)              | 아르투르 키센코  | 애디 사워             |
| 8  | 2009년 10월 26일 | 조르지오 페트로시안     | 앤디 사워        | 야마모토 유야         |
| 8  | 2009년 10월 26일 | 조르지오 페트로시안     | 앤디 사워        | 쁘아카오              |
| 9  | 2010년 11월 8일  | 조르지오 페트로시안 (2) | 사토 요시히로    | 마이크 잠비디스       |
| 9  | 2010년 11월 8일  | 조르지오 페트로시안 (2) | 사토 요시히로    | 드라고                |
| 10 | 2012년 12월 15일 | 무르텔 그론하트         | 아르투르 키센코  | 마이크 잠비디스       |
| 10 | 2012년 12월 15일 | 무르텔 그론하트         | 아르투르 키센코  | 앤디 사워             |
| 11 | 2014년 10월 11일 | 엔리코 켈               | 쁘아카오         | 이성현                |
| 11 | 2014년 10월 11일 | 엔리코 켈               | 쁘아카오         | 셰인 캠벨             |

## 같이 보기
- K-1 WGP 대회목록